# Guy Fieri
Guy Ramsay Fieri (/ fiɛdi /), nato Guy Ramsey Ferry (Columbus, 22 gennaio 1968) è un autore televisivo, personaggio televisivo e ristoratore statunitense vincitore dell'Emmy.

## Biografia
Figlio di Penelope Ann Price e Lewis James Ferry, durante gli anni liceali, fu studente di scambio in Francia, dove si appassionò al mondo della cucina. Aveva una sorella minore di nome Morgan, morta di cancro. Sposato con Lori dal 1995, ha due figli: Ryder e Hunter. Durante la cerimonia, ha cambiato legalmente il suo cognome da Ferry in Fieri, in onore del nonno paterno, Giuseppe Fieri, emigrato italiano. Aveva una sorella, scomparsa nel 2011 per un melanoma, di cui ha adottato il figlio Jules, che vive con la sua famiglia.
È co-proprietario di tre ristoranti in California, concede in licenza il suo nome ai ristoranti di New York City e Las Vegas, Nevada, ed è noto per le sue serie televisive sul canale tv food network. A metà 2010, la Food Network aveva reso Fieri il "volto della rete". Nel 2010, il New York Times ha riportato che Fieri ha portato un "elemento di turbolenta cultura di massa alla televisione americana" e che le sue "prime time show attraggono più spettatori maschili rispetto a qualsiasi altro sulla rete".